# Schoenus nigricans
Schoenus nigricans là loài thực vật có hoa trong họ Cói. Loài này được L. miêu tả khoa học đầu tiên năm 1753.

## Hình ảnh

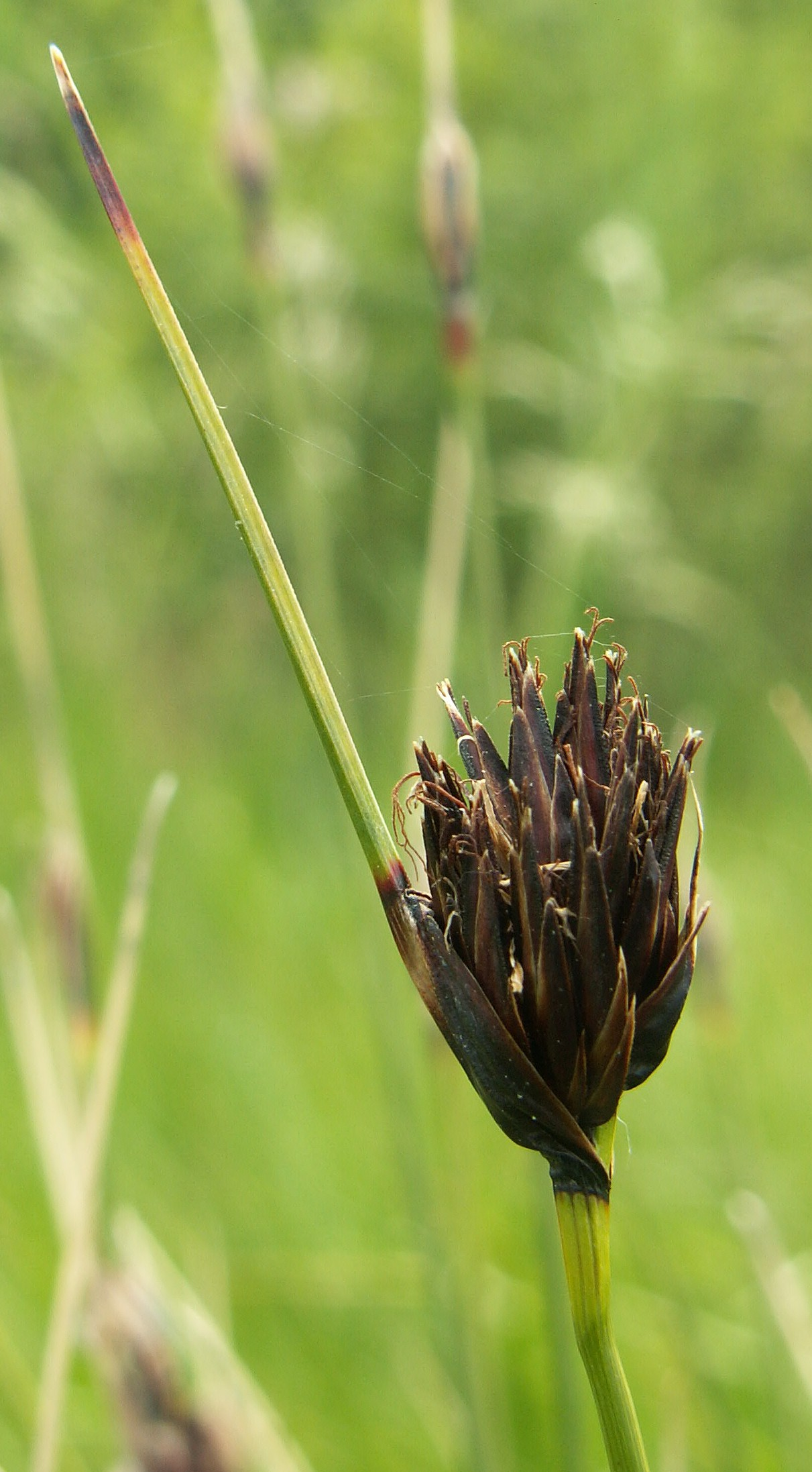
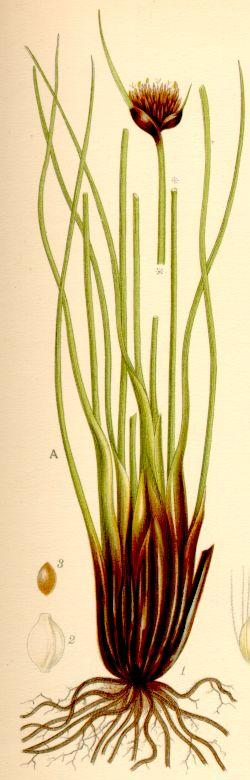
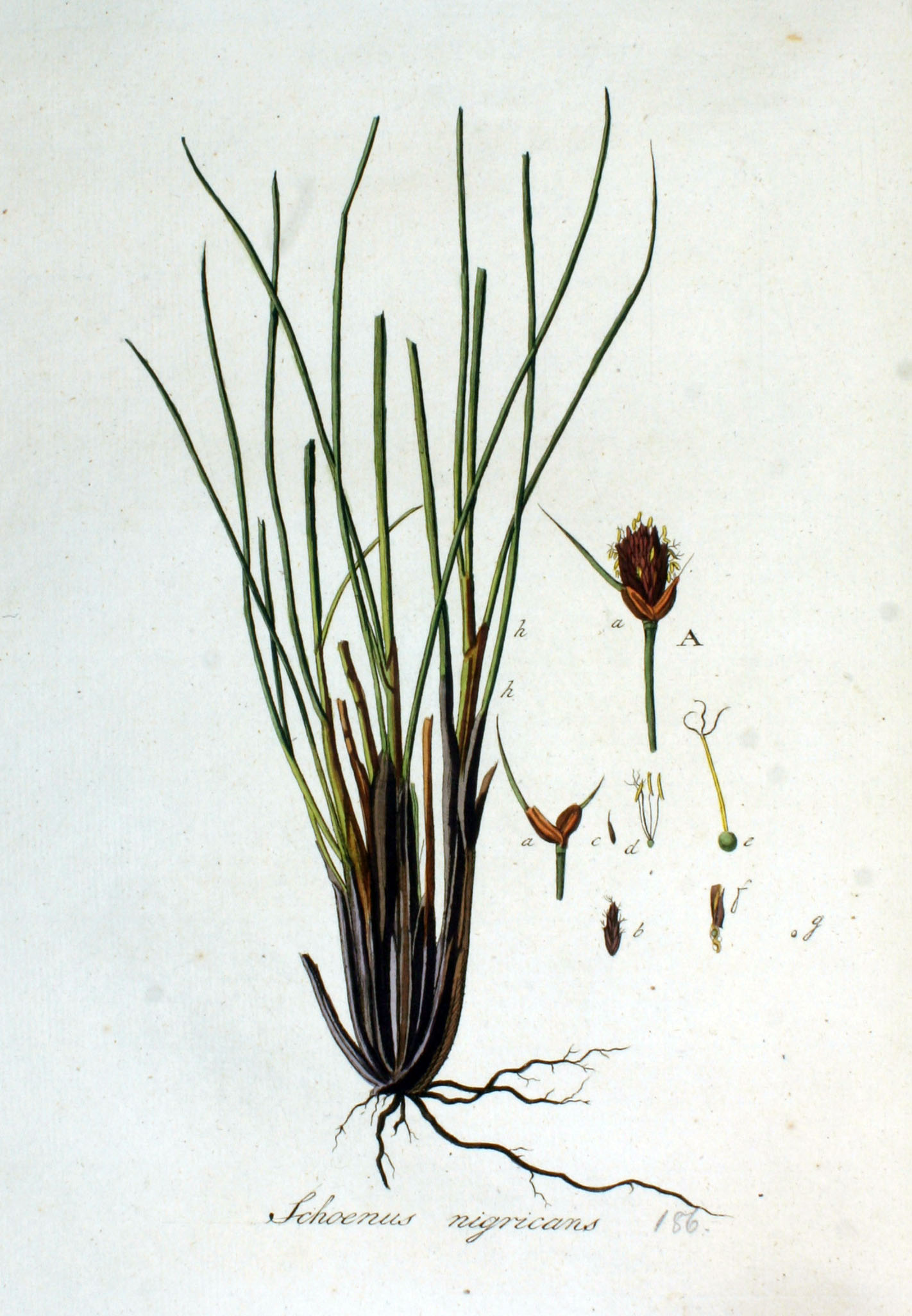
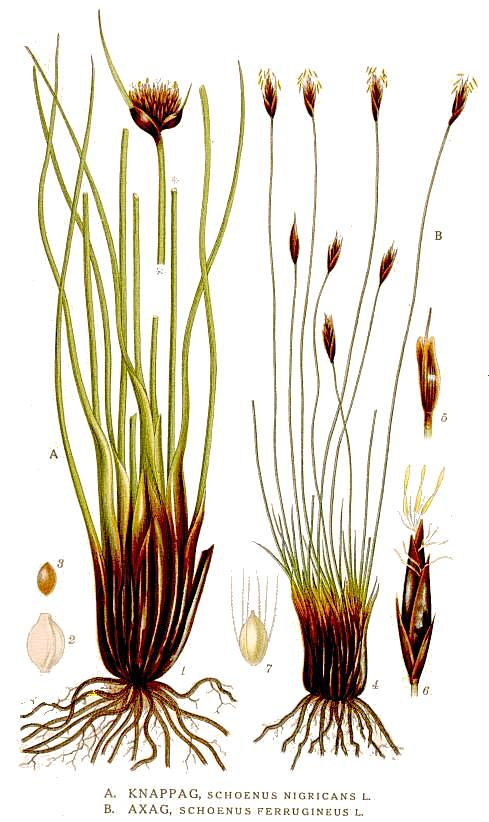